# La Cueva (Cevicos)
La Cueva es un distrito municipal de la República Dominicana que pertenece al municipio de Cevicos y está situado en la provincia de Sánchez Ramírez.

## Fundación
La Cueva es un distrito municipal que pertenece al municipio de Cevicos, provincia Sánchez Ramírez,  fue instruída a esta categoría mediante la Ley n.º 87, en la fecha 26 de diciembre de 1979. Está integrado por las comunidades; Sabana Grande, Los Peralejos y El Pozo de la Ceiba. Tiene una población con más de 5 mil habitantes.